# Автомат Мура

Пример автомата Мура

Автомат Мура (абстрактный автомат второго рода) в теории вычислений — конечный автомат, выходное значение сигнала в котором зависит лишь от текущего состояния данного автомата, и не зависит напрямую, в отличие от автомата Мили, от входных значений. Автомат Мура назван в честь описавшего его свойства Эдварда Ф. Мура, опубликовавшего исследования в 1956 году в издании «Gedanken-experiments on Sequential Machines».

## Формальное определение
Автомат Мура может быть определён как кортеж из 6 элементов, включающий:
- множество внутренних состояний S (внутренний алфавит);
- начальное состояние s0;
- множество входных сигналов X (входной алфавит);
- множество выходных сигналов Y (выходной алфавит)
- функция переходов {\displaystyle \Phi :S\times X\rightarrow S}.
- функция вывода {\displaystyle \operatorname {G} :S\rightarrow Y}.

## Связь с автоматами Мили
Для любого автомата Мура существует эквивалентный ему автомат Мили: любой автомат Мура путём добавления ряда внутренних состояний может быть преобразован в автомат Мили.
Обратное, строго говоря, неверно: дело в том, что сигнал на выходе автомата Мура зависит только от входного сигнала в предыдущие моменты времени, а выходной сигнал для автомата Мили может зависеть от входного сигнала и в текущий момент времени. Для автомата Мили можно в общем случае построить лишь автомат Мура, который ему почти эквивалентен: а именно его выход будет сдвинут во времени на 1.
Если мы изменим определение автомата Мура, таким образом, что автомат будет выводить значение {\displaystyle \operatorname {G} (s)} в конце транзакции {\displaystyle s\rightarrow s'}, а не в начале, то такие автоматы будут полностью эквивалентны автоматам Мили.

## Способы задания
- Диаграмма — изображённый на плоскости ориентированный граф, вершины которого взаимно однозначно соответствуют состояниям автомата, а дуги — входным символам.
- Таблица переходов-выходов, в ячейках которой для каждой пары значений аргументов х(t), s(t) проставляются будущие внутренние состояния s(t+1). Значения выходных сигналов y(t) представляются в отдельном столбце.

## Таблица переходов
|                       | y1 | y2 | y3 | y1 | y2 | y2 | y3 |
|                       | s1 | s2 | s3 | s4 | s5 | s6 | s7 |
| --------------------- | -- | -- | -- | -- | -- | -- | -- |
| {\displaystyle x_{1}} | s5 | s4 | s5 | s3 | s4 | s2 | s5 |
| {\displaystyle x_{2}} | s7 | s1 | s4 | s2 | s1 | s3 | s4 |